# 萬特桑山
9°30′57″S 77°18′36″W / 9.51583°S 77.31000°W

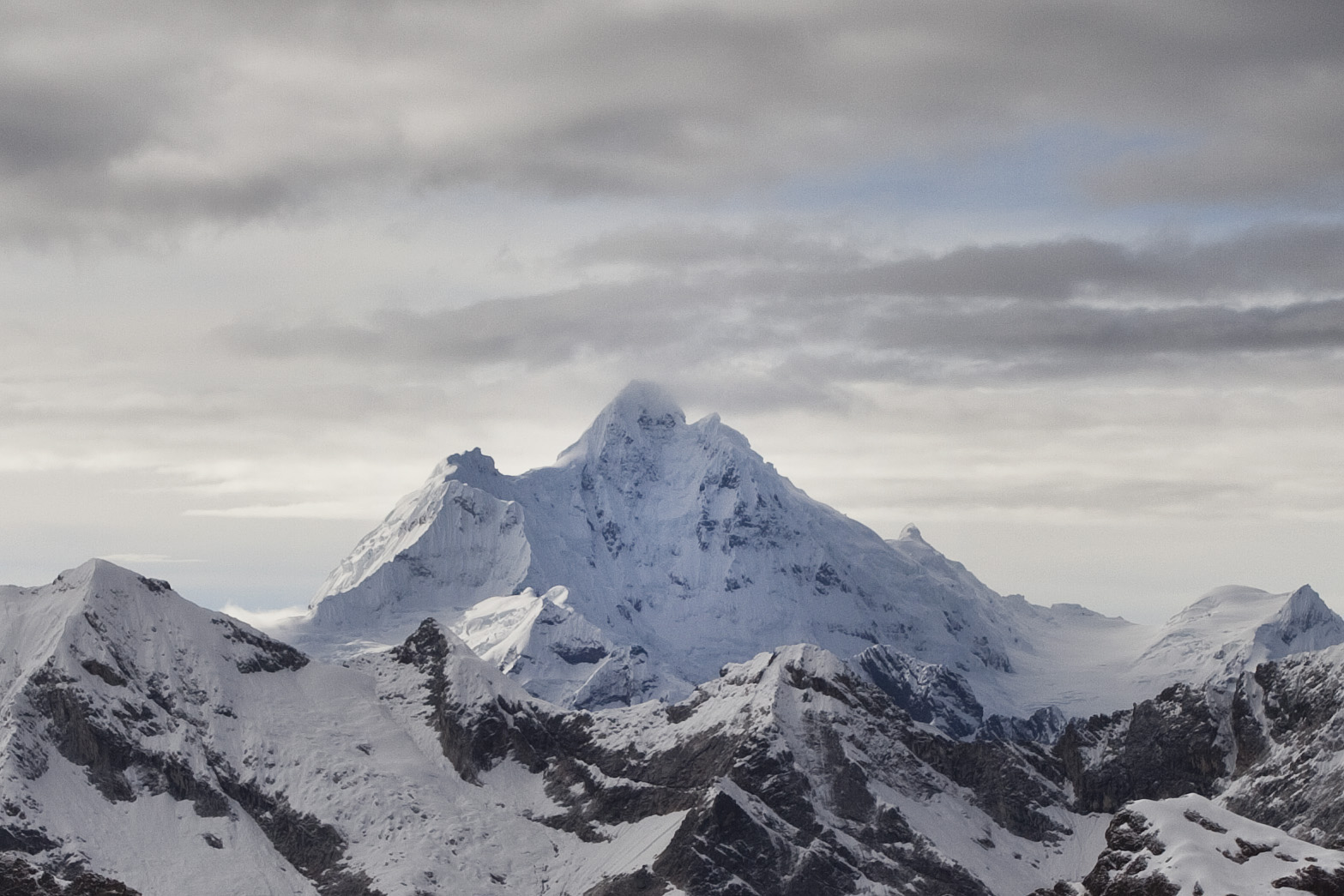

萬特桑山（西班牙語：Huantsán），是秘魯的山峰，位於該國北部安卡什大區，屬於安第斯山脈中布蘭卡山脈的一部分，海拔高度6,369米，人類在1952年7月7日首次登頂。